# الكويت في دورة الألعاب الآسيوية الشاطئية 2014
شاركت الكويت في دورة الألعاب الآسيوية الشاطئية 2014 [الإنجليزية] التي أُقيمت في بوكيت بتايلاند خلال الفترة الممتدة من 14 إلى 23 نوفمبر 2014.

## ملخص الميداليات

### الميداليات حسب الرياضة
| الميداليات حسب الرياضة            | الميداليات حسب الرياضة | الميداليات حسب الرياضة | الميداليات حسب الرياضة | الميداليات حسب الرياضة |
| الرياضة                           | الأول                  | الثاني                 | الثالث                 | المجموع                |
| --------------------------------- | ---------------------- | ---------------------- | ---------------------- | ---------------------- |
| ألعاب القوى الشاطئية [الإنجليزية] | 1                      | 1                      | 0                      | 2                      |
| كرة القدم الشاطئية                | 0                      | 1                      | 0                      | 1                      |
| كرة الماء على الشاطئ [الإنجليزية] | 0                      | 0                      | 1                      | 1                      |
| جت سكي [الإنجليزية]               | 0                      | 2                      | 2                      | 4                      |
| المصارعة اليابانية [الإنجليزية]   | 0                      | 0                      | 3                      | 3                      |
| المجموع                           | 1                      | 4                      | 6                      | 11                     |

### الميداليات حسب التاريخ
| الميداليات حسب التاريخ | الميداليات حسب التاريخ | الميداليات حسب التاريخ | الميداليات حسب التاريخ | الميداليات حسب التاريخ | الميداليات حسب التاريخ |
| اليوم                  | التاريخ                | الأول                  | الثاني                 | الثالث                 | المجموع                |
| ---------------------- | ---------------------- | ---------------------- | ---------------------- | ---------------------- | ---------------------- |
| –1                     | 12 نوفمبر              | 0                      | 0                      | 2                      | 2                      |
| 0                      | 13 نوفمبر              | 0                      | 0                      | 1                      | 1                      |
| 1                      | 14 نوفمبر              | 0                      | 1                      | 0                      | 1                      |
| 2                      | 15 نوفمبر              | 0                      | 0                      | 0                      | 0                      |
| 3                      | 16 نوفمبر              | 0                      | 0                      | 0                      | 0                      |
| 4                      | 17 نوفمبر              | 0                      | 1                      | 1                      | 2                      |
| 5                      | 18 نوفمبر              | 0                      | 1                      | 1                      | 2                      |
| 6                      | 19 نوفمبر              | 1                      | 1                      | 0                      | 2                      |
| 7                      | 20 نوفمبر              | 0                      | 0                      | 0                      | 0                      |
| 8                      | 21 نوفمبر              | 0                      | 0                      | 0                      | 0                      |
| 9                      | 22 نوفمبر              | 0                      | 0                      | 1                      | 1                      |
| 10                     | 23 نوفمبر              | 0                      | 0                      | 0                      | 0                      |
| المجموع                | المجموع                | 1                      | 4                      | 6                      | 11                     |